# باشگاه فوتبال مونترال کنکوردیا
باشگاه فوتبال مونترال کنکوردیا یک تیم فوتبال کانادایی مستقر در مونترال، کبک بود که قبلاً با نام اسپارتا و سپس کانادین آئولیتس شناخته می‌شد. این باشگاه در سال‌های ۱۹۵۹ و ۱۹۶۱ قهرمان کانادا شد.
در دهه ۱۹۵۰، این باشگاه به نام باشگاه فوتبال اسپارتا مونترال چکسلواکی کانادایی یا به سادگی اسپارتا اف‌سی شناخته می‌شد. در سال ۱۹۵۶، این تیم برنده جام کبک شد و همچنین برای اولین بار در جام چلنج نماینده استان بود. مربیگری تیم در آن سال بر عهده داگ مک‌ماهون بود.
در سال ۱۹۵۹، با تاجر املاک و مستغلات جو اسلیومویکس به عنوان رئیس، تیم نام خود را به باشگاه فوتبال کانادین آئولیتس تغییر داد. در سپتامبر، این تیم با شکست دادن وستمینستر رویالز قهرمانی کانادا را به دست آورد و جام سرخپوشان کارلینگ را بالای سر برد.
در سال ۱۹۶۰، اسلیومویکس  نام تیم را به باشگاه فوتبال مونترال کنکوردیا تغییر داد. در لیگ ملی فوتبال، کنکوردیا در رده سوم جدول رده بندی لیگ قرار گرفت.
در سال ۱۹۶۱، تیم مونترال کنکوردیا هم در لیگ ملی فوتبال و هم در لیگ بین‌المللی فوتبال بازی کرد. آنها در جدول رده بندی لیگ ملی فوتبال کشور دوم شدند. در ۲۹ ژوئیه، کنکوردیا ونکوور فایر فایترز را ۱–۰ در ورزشگاه فیلون مونترال شکست داد تا دومین قهرمانی خود در کانادا را در سه سال به دست آورد.

## سرمربیان
- داگ مک‌ماهون
- الکساندر اسکوتسن
- نوربرتو یاکونو
- الکس پرولی

## بازی‌ها در لیگ بین‌المللی فوتبال ۱۹۶۱
| مونترال کنکوردیا | ۰–۱          | اورتون       |
| ---------------- | ------------ | ------------ |
|                  | Preview post | الک یانگ ۷۲' |

| مونترال کنکوردیا                   | ۲–۰  | دینامو بخارست |
| ---------------------------------- | ---- | ------------- |
| تیلو مائوله ۲۵' · آپارد کیرالی ۵۰' | news |               |

| مونترال کنکوردیا | ۱–۱  | بشیکتاش         |
| ---------------- | ---- | --------------- |
| خوزه سانچز ۲۵'   | news | سینول بیرول ۱۶' |

| مونترال کنکوردیا             | ۳–۱   | موناکو      |
| ---------------------------- | ----- | ----------- |
| هومبرتو گامبارو · خوزه سانچز | [ ۷ ] | بارت کارلیر |

| مونترال کنکوردیا                    | ۲–۲   | شامروک روفرز                      |
| ----------------------------------- | ----- | --------------------------------- |
| اولیویو لاسردو ۳۸' · خوزه سانچز ۵۱' | [ ۸ ] | لیام هنسی ۲۹' · تامی هامیلتون ۵۹' |